# 오딜존 함로베코프
오딜존 함로베코프(우즈베크어: Odiljon Hamrobekov, 1996년 2월 13일 ~ )는 우즈베키스탄의 축구 선수로, 트락토르와 우즈베키스탄 축구 국가대표팀에서 미드필더로 활약하고 있다.

## 구단 경력
2021년 7월 23일, 함로베코프는 파흐타코르 타슈켄트로 복귀하여 2022년 말까지 계약을 맺었다.

## 국가대표팀 경력
함로베코프는 2017년 11월 14일, 아랍에미리트와의 친선 경기에서 우즈베키스탄 국가대표팀 데뷔 전을 치렀다.